# Hans Nordvik
Hans Nordvik   (Trondenes, 1 d'agost de 1880 - Oslo, 22 de juliol de 1960) va ser un metge i tirador noruec que va competir durant el primer quart del segle xx.
El 1912 va prendre part en els Jocs Olímpics d'Estocolm, on disputà dues proves del programa de tir. En aquests Jocs destaca la sisena posició en la prova de rifle militar per equips.
El 1920, un cop finalitzada la Primera Guerra Mundial, va prendre part en els Jocs d'Anvers, on disputà tres proves del programa de tir. Guanyà la medalla d'or en les proves de cérvol mòbil, tret simple per equips i cérvol mòbil, doble tret per equips, mentre en la fossa Olímpica per equips fou setè.